# Матлашова, Екатерина Андреевна
Екатерина Андреевна Матлашова (род. 25 сентября 1994 года, Астрахань) — российская гандболистка, линейный игрок сборной России и румынского клуба «Крайова».

## Биография
Родилась 25 сентября 1994 года в Астрахани.
Начинала карьеру в молодёжной команде «Астраханочка». В дальнейшем выступала за клубы «Луч» и «Кубань». В 2020 году перешла в румынский клуб «Крайова».
В составе сборной России участвовала в чемпионате мира 2017 года.

## Достижения

### С клубами
- Бронзовый призёр чемпионата России 2019